# Дафф (пиво)

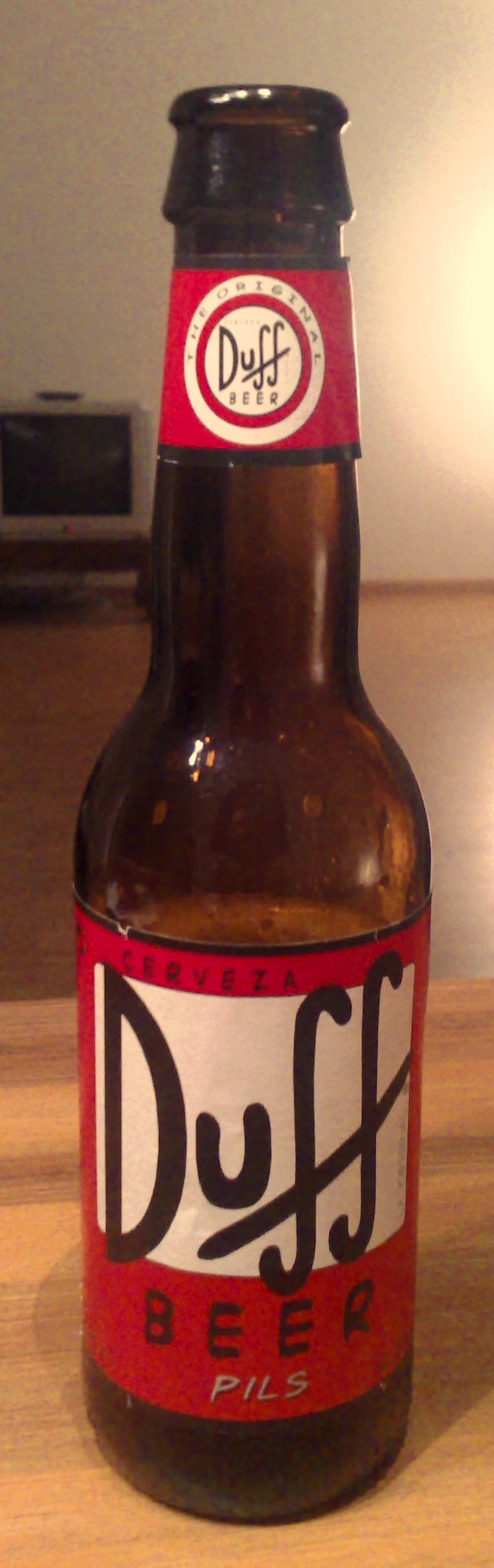
Пиво Дафф

«Дафф» (англ. Duff) — вымышленная марка пива в мультсериале «Симпсоны». Любимое пиво Гомера Симпсона (впрочем, в пивной Мо другого пива почти нет). «Дафф» является пародией на массовое американское пиво среднего качества, дешёвое, с назойливой рекламой. Пиво имеет свой персонаж-талисман — Даффмена.
Главный конкурент пива «Дафф» — пиво «Фадд» (англ. Fudd), которое впервые появляется в эпизоде «Colonel Homer». Пиво «Фадд» очень популярно в городе Шелбивилле, хотя Мо как-то упомянул — он думает, что это пиво было запрещено, так как «от него эти деревенщины слепли».

## В реальном мире

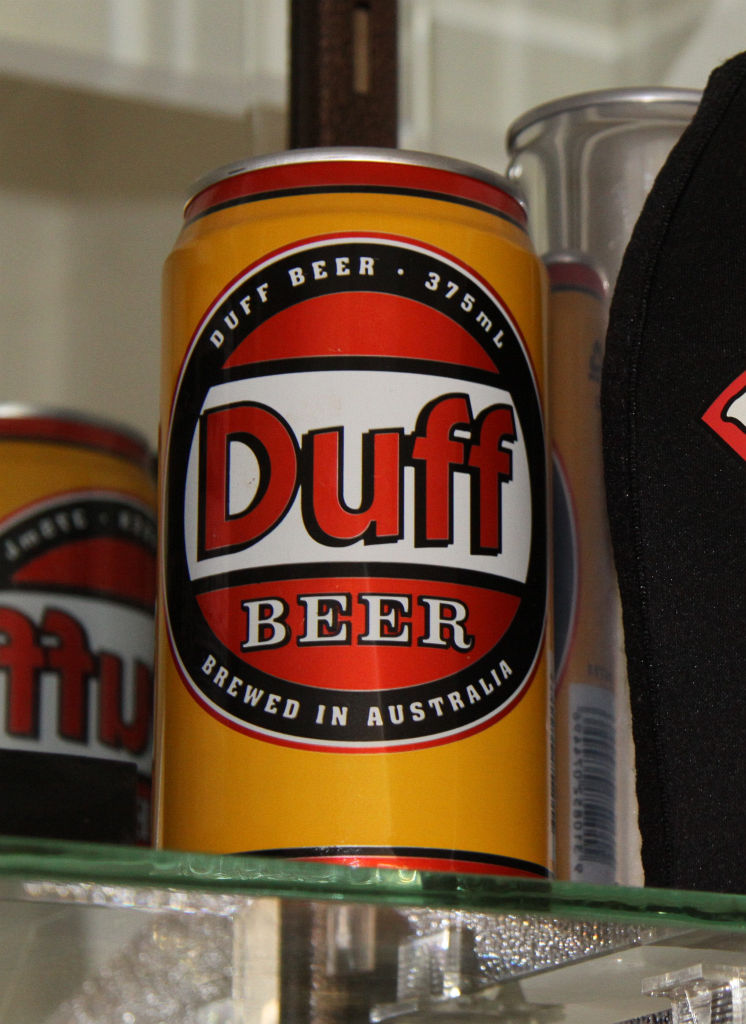
Банка австралийского пива «Дафф»

После появления сериала пиво под маркой Duff выпускалось и в реальном мире. В Каламазу, штат Мичиган, пивоварня Бильбо выпускала собственное пиво Duff с изображением Гомера. 
С 1 июня 2013 в парке развлечений Universal Studios Florida продается пиво Duff на территории Спрингфилдского аттракциона в реплике таверны Мо и пивоваренного завода Duff.
Пиво под маркой «Дафф» производилось в Южной Австралии с середины 1990 года до 1996, когда выяснилось, что название без разрешения заимствовано из «Симпсонов». Цена этого пива доходит сейчас до 10 000 $ за коробку, тогда как у производителя коробка стоила 24 долл.
В России в некоторых сетевых магазинах продается пиво под данным брендом, но без прямого повторения оригинального дизайна банки.